# Konståret 1899

## Händelser

### Oktober
- 6 oktober – Statyn John Ericsson statyn avtäcks, Kungsportsavenyen Göteborg, konstnär skulptören Ingel Fallstedt

### Okänt datum
- Åhlén & Holm lanserar tavlan "Kungafamiljen" [1].
- Konstnärshuset i Stockholm invigs.
- Föreningen Svensk Hemslöjd bildas.
- Lukasgillet i Lund statar sin publikation Finn.
- South Kensington Museum byter namn till Victoria and Albert Museum.
- Birger Sandzén, Gustaf Nathanael Malm och Carl Lotave startade de svensk-amerikanska konstutställningarna.

## Verk

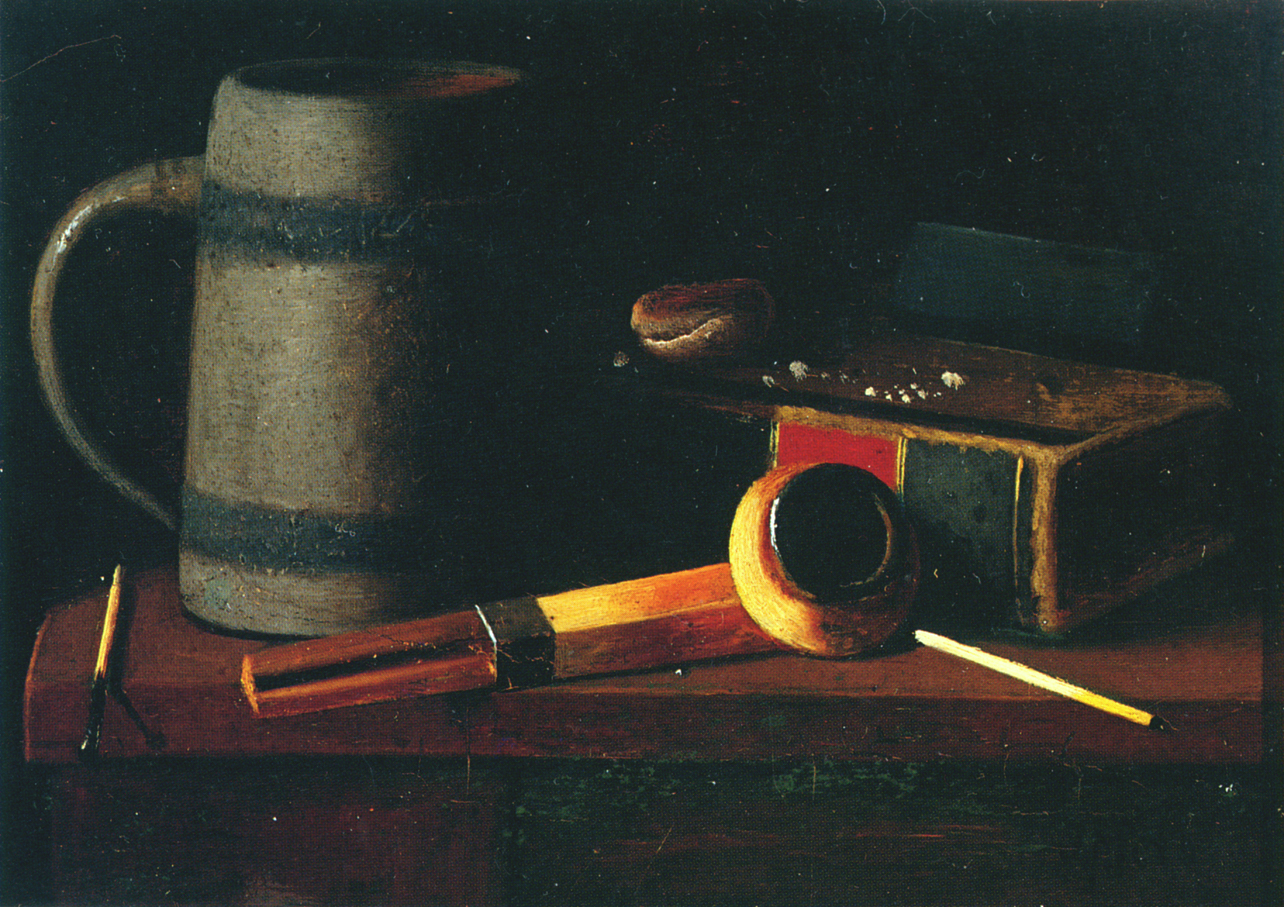
John F. Peto målar tavlan Still life with Mug, pipe and book år 1899.

- Carl Larsson ger ut boken Ett hem.
- Constantin Meunier - Cheval à l'abreuvoir.
- Maurice Prendergast - Splash of Sunshine and Rain.
- John F. Peto - Still life with Mug, pipe and book.
- Jules Dalou - Monument à Alphand.
- Peter Severin Krøyer - Sommeraften ved Skagens strand. Kunstneren og hans hustru.
- William Harnett - Violin.

## Födda
- 20 januari - Pierre Gandon (död 1990), fransk frimärkesillustratör och gravör.
- 15 februari - Lillian Disney (död 1997), amerikansk konstnär och hustru till Walt Disney.
- 19 februari - Lucio Fontana (död 1968), italiensk konstnär och skulptör.
- 22 februari - Dechko Uzunov (död 1986), bulgarisk målare.
- 8 mars - John Jon-And (död 1941), svensk tecknare och dekorationsmålare.
- 20 mars - Idina Elmqvist-Christiansen, svensk målare, grafiker och konsthantverkare.
- 21 mars - Carl Berglöw, svensk tecknare.
- 27 april - Walter Lantz (död 1994), amerikansk serietecknare och animatör.
- 2 juni - Lotte Reiniger (död 1981), tysk siluettanimatör och film direktör.
- 10 juni - Waldemar Lorentzon (död 1984), svensk konstnär, medlem i Halmstadgruppen.
- 22 juni - Haddon Sundblom (död 1976), amerikansk konstnär.
- 2 juli - Karin Ageman, svensk konsthantverkare och konstnär.
- 15 juli - Jac Edgren (död 1980), svensk tecknare.
- 18 juli - Barbro Nilsson (död 1983), svensk textilkonstnär.
- 30 juli - Birgitta Lilliehöök (död 1990), svensk tecknare och diktare.
- 5 augusti - Mart Stam (död 1986), holländsk arkitekt, stadsplanerare och möbeldesigner.
- 9 september - Brassaï (död 1984), ungersk fotograf.
- 23 september - Louise Berliawsky Nevelson (död 1988), ukrainsk-född amerikansk konstnär.
- 24 september - William Dobell (död 1970), australiensisk skulptör och målare.
- 29 september - László Bíró (död 1985), ungersk hypnotisör, skulptör och journalist.
- 20 oktober - Reinhold Holtermann (död 1960), svensk målare och tecknare.
- 22 oktober - Axel Olson (död 1986), svensk målare, tecknare och grafiker, medlem i Halmstadgruppen.
- 4 november - Alex Sjögren (död 1981), svensk konstnär.
- 10 november - Greta Knutson (död 1983), svensk konstnär, poet och författare.
- 23 november - Sven Erixson (död 1970), svensk målare och skulptör.
- 18 december - Antonio Ligabue (död 1965), italiensk målare.
- okänt datum - Erling Valldeby (död 1973), svensk bildhuggare.
- okänt datum - Gustaf Adolf Wärnlöf (död 1989), svensk konstnär.
- okänt datum - Berndt Friberg (död 1981), svensk keramiker och drejare.
- okänt datum - Franciska Clausen (död 1986), dansk målare.
- okänt datum - Bradley Walker Tomlin (död 1955), amerikansk målare.
- okänt datum - Raphael Soyer (död 1987), rysk-född amerikansk målare.

## Avlidna
- 29 januari - Alfred Sisley (född 1839), engelsk målare.
- 30 januari - Harry Bates (född 1850), engelsk skulptör.
- 27 mars - Myles Birket Foster (född 1825), engelsk illustratör och målare.
- 1 april - Nils Månsson Mandelgren (född 1813), svensk tecknare, litograf och konservator.
- 25 maj - Rosa Bonheur (född 1822), fransk målare.
- 22 augusti - Caspar Buberl (född 1834), amerikansk skulptör.
- 13 november - José Ferraz de Almeida Júnior (född 1850), brasiliansk målare.
- 7 december - Juan Luna (född 1857), filippinsk målare.
- okänt datum - Selma Jacobsson, svensk hovfotograf.
- okänt datum - Antoine Dominique Magaud (född 1817), fransk målare.
- okänt datum - François Salle (född 1839), fransk målare.
- okänt datum - Adolf Schreyer (född 1828), tysk målare.

### Fotnoter
1. ↑  Sverige 1900-talet – Från kungatavla till idolposter, NE, Bra Böcker, 2000